# Willis (Grenada)
Willis è un villaggio della Parrocchia di Saint George, nell'isola di Grenada. Si trova nella parte centro-meridionale dell'isola a pochi chilometri dalla capitale grenadina Saint George's. All'interno dei suoi confini si trovano le suggestive cascate Annandale Waterfalls, oltre a vari esemplari di Myristica fragrans e vari alberi da frutto.